# جول جيرفايس كورتيلمونت
جول جيرفايس كورتيلمونت (بالفرنسية: Jules Gervais-Courtellemont)‏ (1863-1931) كان مصوراً فرنسياً اشتهر بألتقاطه صور بالألوان أثناء الحرب العالمية الأولى. وُلد في مقاطعة سين ومارن، بالقرب من باريس، لكنه نشأ في الجزائر، حيث طور شغف المشرق ما قبل الاستعماري وكرس معظم حياته المهنية في البحث عن الغريبة. في عام 1894 تحول إلى الإسلام قبل الحج إلى مكة. الصور التي تم جمعها في تركيا وفلسطين ومصر وتونس وإسبانيا والهند والمغرب والصين شكلت الأساس لمحاضراته المصوّرة الشعبية، والتي صورها بشرائح الفانوس. مع اندلاع الحرب العالمية الأولى، عاد كورتيلمونت إلى مقاطعته الأصلية لتسجيل الحرب. بعد الحرب، بدأ كورتيلمونت العمل في مطبوعة أمريكية. في النهاية أصبح مصورًا لـ ناشيونال جيوغرافيك. في عام 1911، افتتح كورتيلمونت ("Palais de l'autochromie") في باريس، والتي تضم قاعة للمعارض واستوديو ومختبر وقاعة محاضرات بسعة 250 مقعدًا. وفي هذه القاعة، كان كورتيلمونت سيعرض أعمال «أوتوكروم» (autochromes) الخاصة به. للشرق وبعد عام 1914، من الحرب، وخاصة ساحات القتال في «مارن». أثبتت هذه المحاضرات أنها تحظى بشعبية كبيرة حتى أن كورتيلمونت أصدرت سلسلة من اثني عشر جزءًا، والتي أصبحت في وقت لاحق منضمة في شكل كتاب يسمى معركة مارن وسلسلة لاحقة من أربعة أجزاء بعنوان معركة فردان. وكانت هذه هي الكتب الأولى التي تنشر بالألوان على الحرب.  بين عامي 1923 و 1925، كتب مؤلفًا من ثلاثة مجلدات بعنوان (" La Civilization - Histoire sociale de l'humanité")، موضحة بصوره. كان صديقًا مدى الحياة للروائي والمستشرق والمصور لوتي بيير. في حين أن أكثر من 5500 قطعة من لوحات Gervais-Courtellemont باقية على قيد الحياة في مجموعات مؤسسية مختلفة، إلا أن عمله في أيدي القطاع الخاص نادر جدًا وقد تم البحث عنه. توفي كورتيلمون في عام 1931. نظيره الألماني هانز هيلدنبراند.

## الاسلوب
يُظهر عمل كورتيلمونت إحساسًا ضيقًا بالتكوين، ووعيًا حادًا بتفاعل الضوء على اللون، وإلحادًا مؤلمًا بالرمزية. تتألف المناظر الطبيعية بعناية، مع إيلاء الاهتمام اللازم للإضاءة ووضعها داخل إطار الصورة. اعتاد رموز مثل الصليب وحيد والشجرة المتفحمة لتأثير كبير.

## معرض

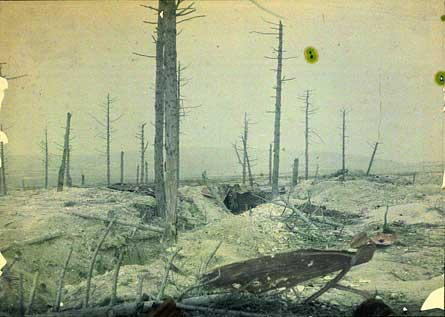
المناظر الطبيعية المدمرة في الخطوط الفرنسية. .
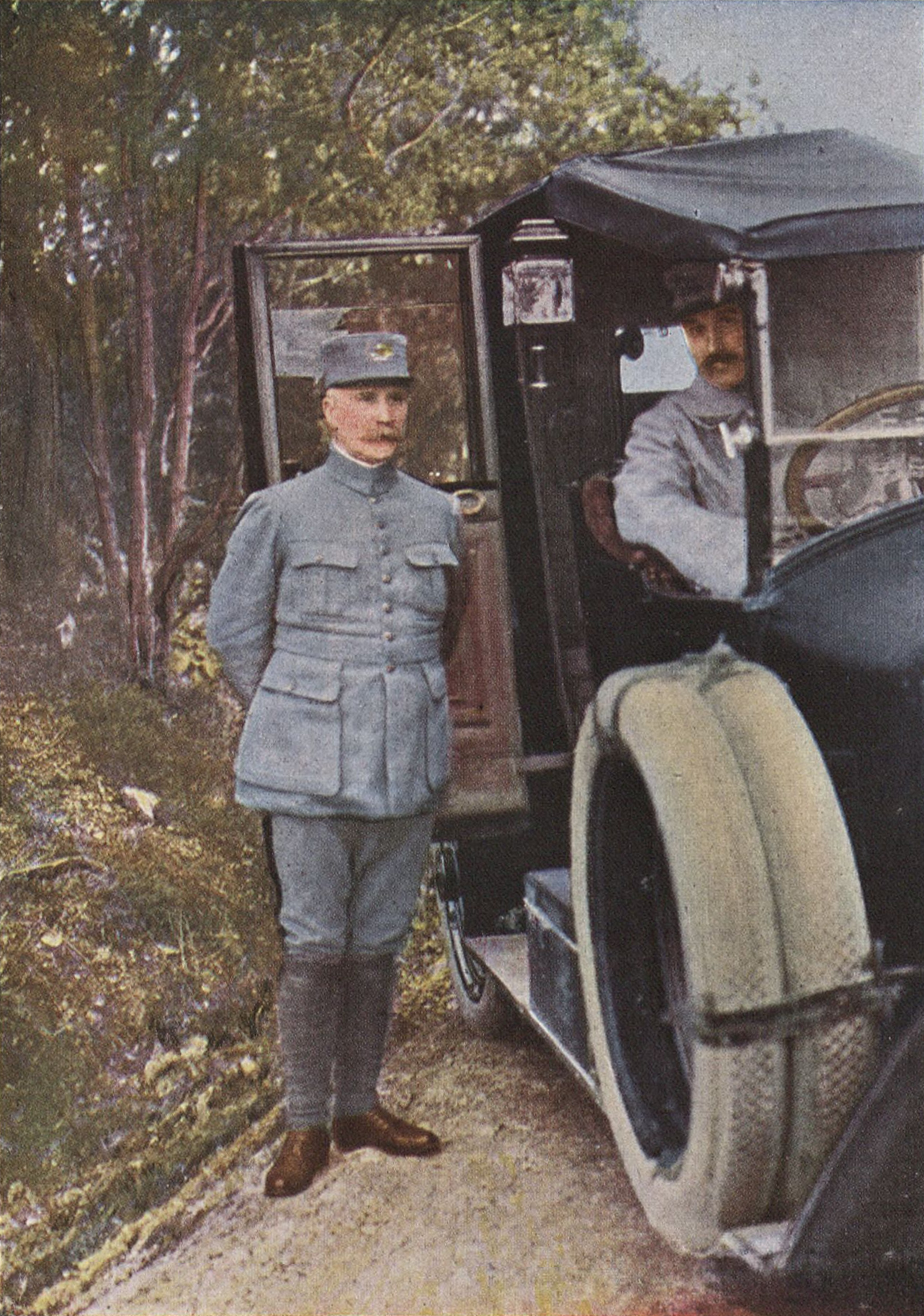
الجنرال فيليب بيتانفيليب بيتان.
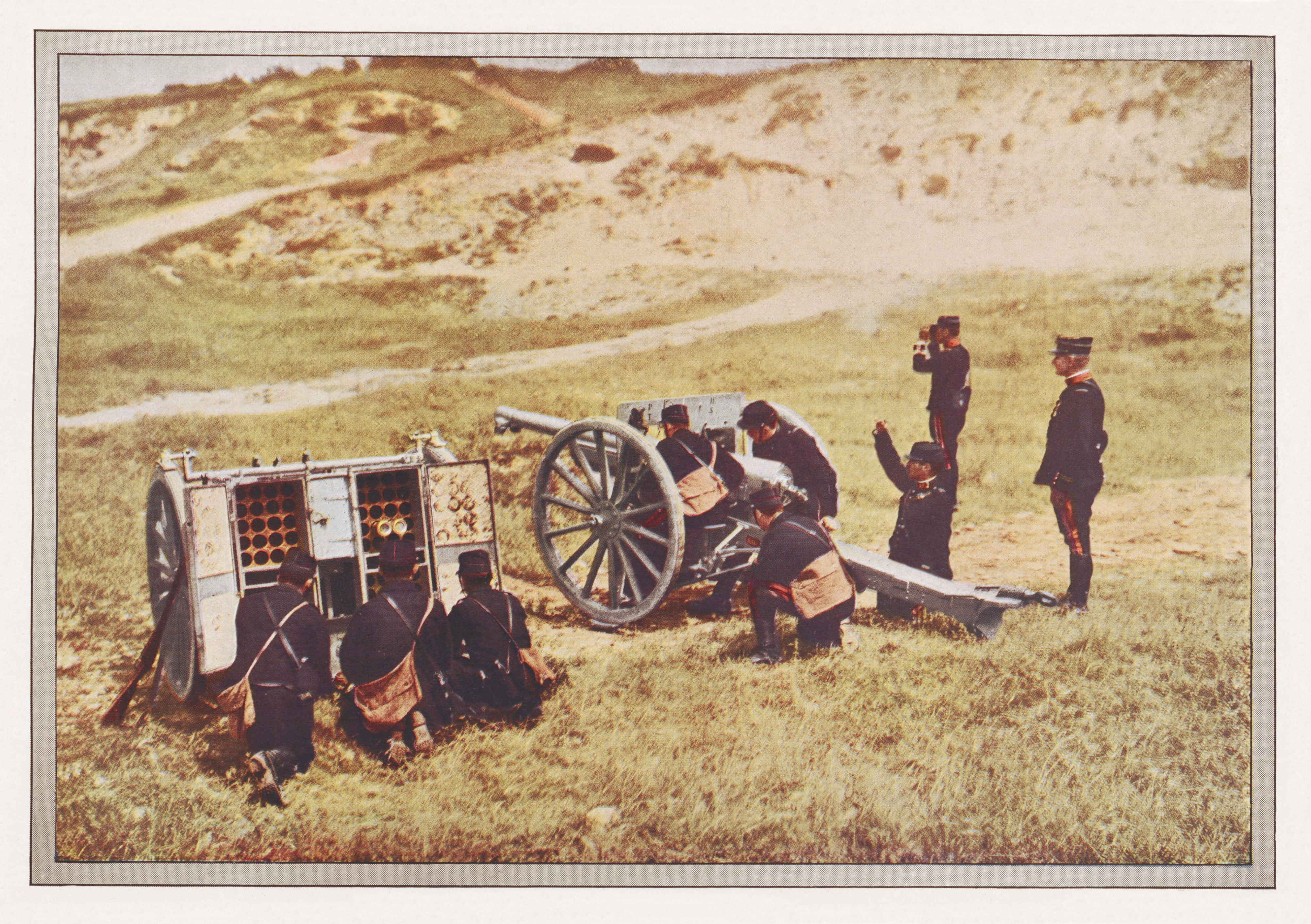
رجال المدفعية الفرنسية وبندقية 75 ملم..
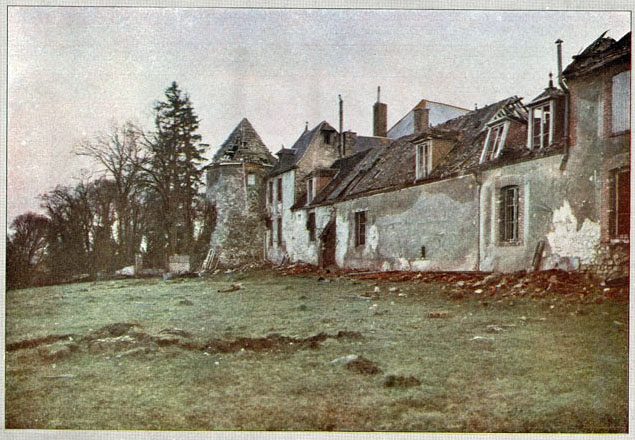
قلعة موندمنت في ماريه دي سان غوند 9/9/1914.

## وصلات خارجية
- Luminous Lint – Photographer – Jules Gervais-Courtellemont
- Jules Gervais-Courtellemont (1863–1931)
- Jules Gervais Courtellemont – Dancers in Pink with Flowers
- Color photographs from World War I